# Spitalul Mizericordienilor din Oradea
Spitalul Mizericordienilor din Oradea este un monument istoric și de arhitectură clasificat sub cod LMI BH-II-m-B-01078.
Edificiul este al doilea așezământ al mizericordienilor de pe teritoriul actual al României, după Spitalul Mizericordienilor din Timișoara.
Amândouă au fost naționalizate de autoritățile comuniste în anul 1949.

## Galerie de imagini

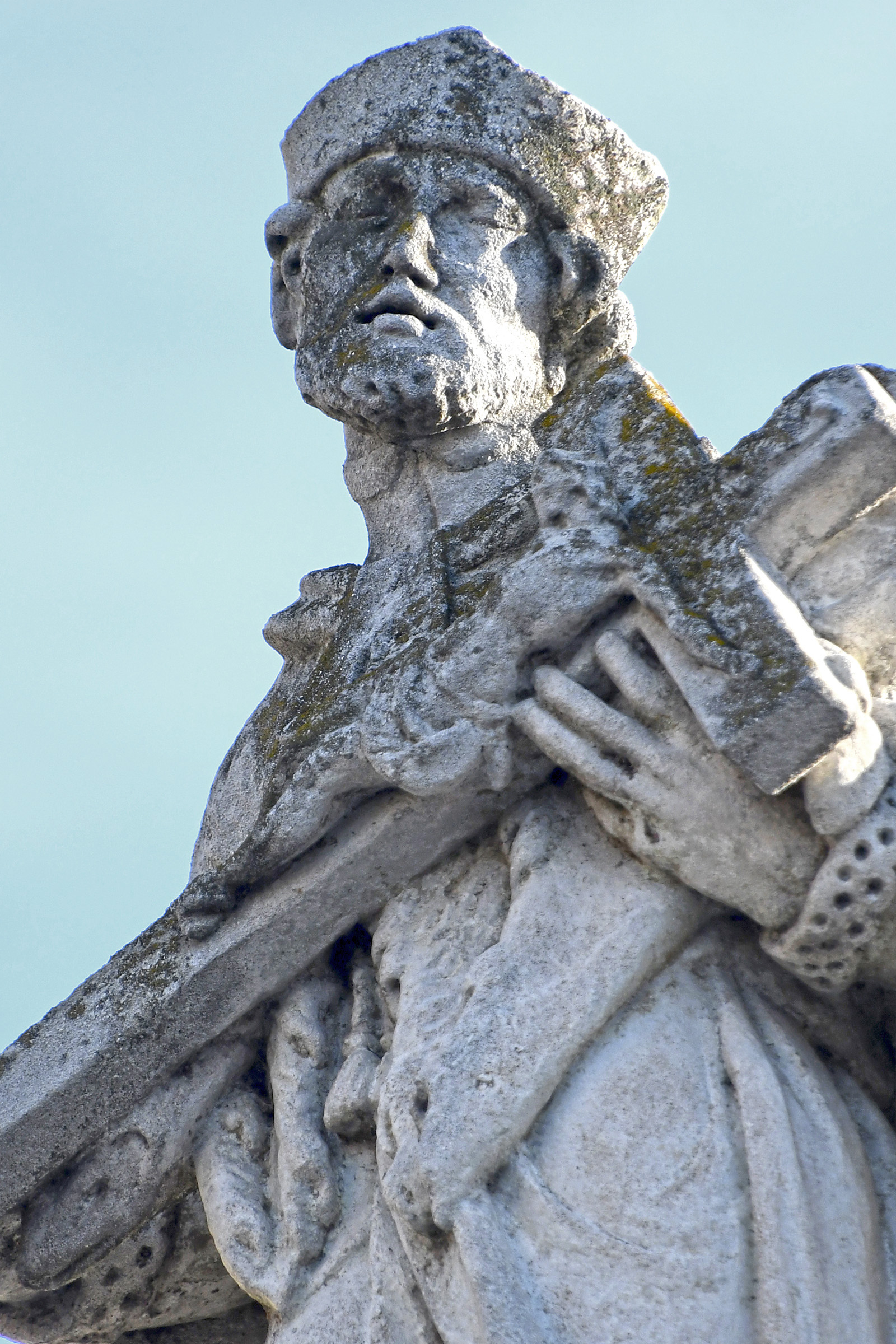
Statuia Sfântului Ioan Nepomuk, pe poarta clădirii
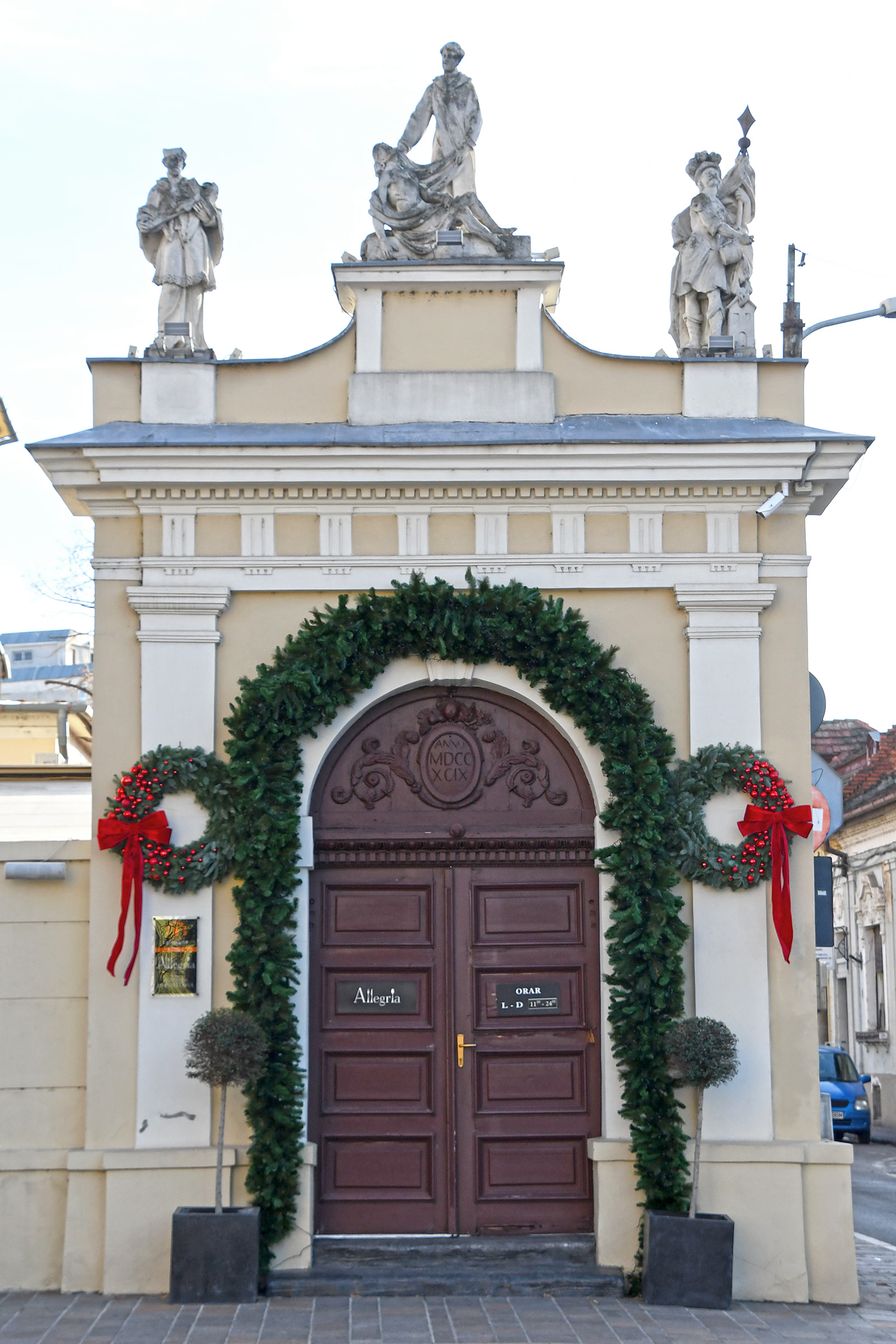
Poarta barocă (sec. al XVIII-lea)
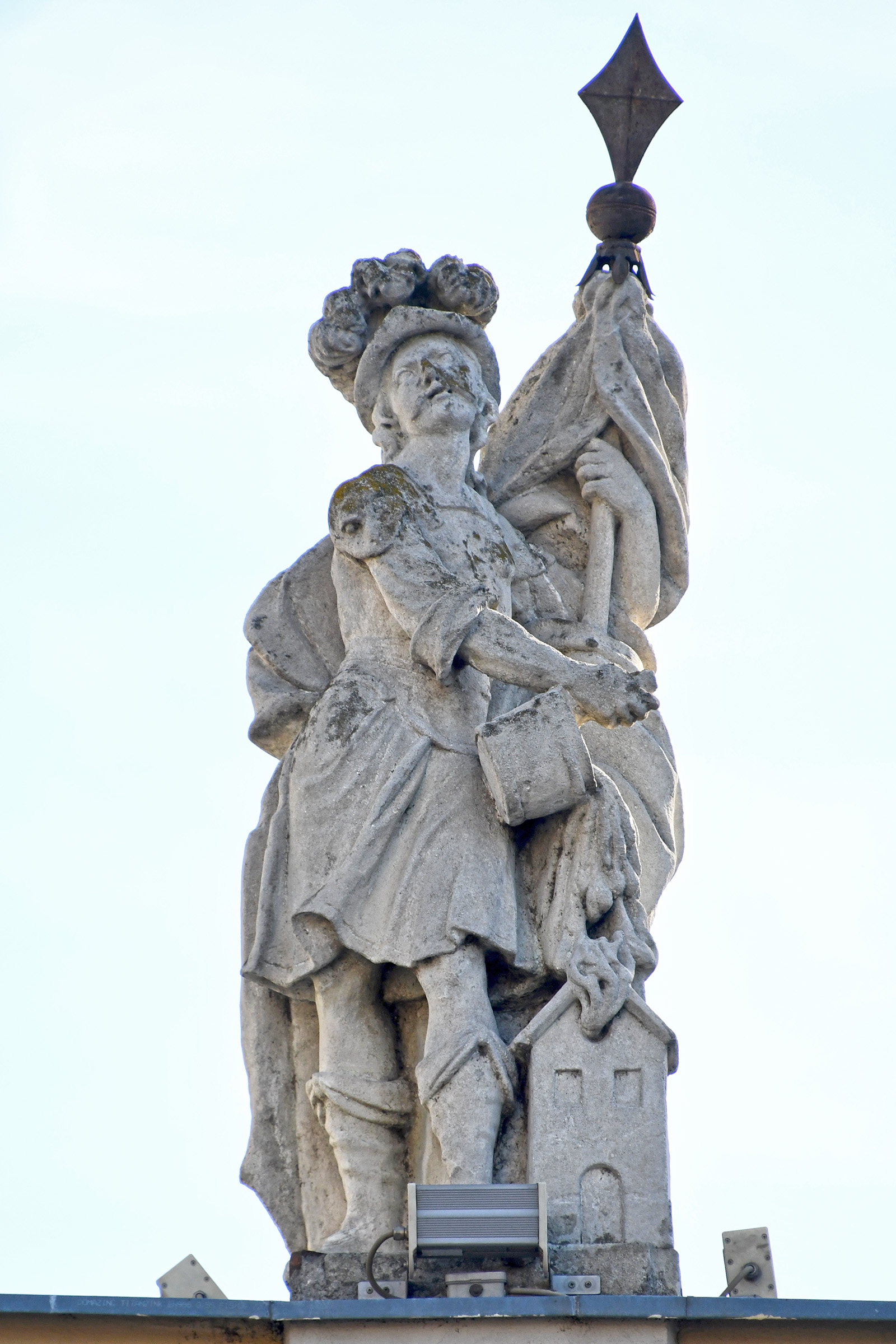
Statuia Sfântului Florian, pe poarta clădirii